# Населені пункти України, що втратили статус міста
Станом на 18 квітня 2025 року в Україні 463 населених пункти мають статус міста. Нижче наведений перелік населених пунктів України, що втратили статус міста

## Збереглися, але втратили статус міста
- Березна (селище) — місто відоме з XII століття. З 1924 — селище міського типу. З 2024 — селище.
- Білгород — літописне давньоруське місто. Нині село Білгородка.
- Болохов — давньоруське літописне місто, центр Болохівської землі. Вперше згадується у 1100 році. Зруйноване монголами у 1240 році. Нині село Борушківці.
- Бохмач — давньоруське літописне місто. Вперше згадується в 1170 році. Нині село Бахмач.
- Брацлав — місто з 1569 року. З 1924 — селище міського типу. З 2024 — селище.
- Вербовець — місто з 1607 року. З 1920-х — село.
- Витачів — давньоруське літописне місто. Тепер — село.
- Вишково — Угорське коронне місто з 14 століття. Тепер — селище.
- Глинськ — місто з 1649 року. У 1796 році виведене за штат. З 1923 — село.
- Градизьк — місто з кінця XVIII століття. З 1920-х — село. З 1957 — селище міського типу. З 2024 — селище.
- Говтва — місто з 1782 року. З середини ХІХ століття — село.
- Гоща — місто з XVI століття. З 1959 — селище міського типу. З 2024 — селище.
- Звенигород — місто з 1086 року. Зараз — село.
- Золочів — місто з 1679 року. З 1925 — селище міського типу. З 2024 — селище.
- Козелець — місто з 1656 року. З 1924 року — селище міського типу. З 2024 — селище.
- Козирщина — паланкове місто Орільської паланки. Після ліквідації Нової Січі у 1775 році — село.
- Колодяжин — давньоруське літописне місто. Відоме з ХІІ століття. Зруйноване монголами у 1240 році. Нині село Колодяжне.
- Короп — місто з XVIII століття. З 1924 року — селище міського типу. З 2024 — селище.
- Краснокутськ — місто з 1765 року. З 1920-х років — село. З 1975 року — селище міського типу. З 2024 — селище.
- Летичів — місто з 1429 року. З 1924 — селище міського типу. З 2024 — селище.
- Літин — місто з 1578 року. З 1923 — селище міського типу. З 2024 — селище.
- Личків - паланкове місто Протовчанської, згодом  Личківської паланки Війська Запорозького. У 1775 - 1778 роках - центр Личківського повіту Азовської губернії. Після - село Личкове.
- Любеч — давньоруське місто, нині селище.
- Меджибіж — місто з 1146 року. З 1924 — селище міського типу. З 2024 — селище.
- Маяки — місто з 1862 року. З 1920-х — село.
- Миропілля — місто з другої половини XVII століття. У 1796 році виведене за штат. З 1920-х — село.
- Недригайлів — місто з 1765 року. З 1920-х — село. З 1958 — селище міського типу. З 2024 — селище.
- Нова Ушиця — місто з 1748 року. З 1924 року — селище міського типу. З 2024 — селище.
- Нові Санджари — місто у ХVIII столітті. Тепер — селище.
- Овідіополь — місто з 1795 року. З 1920-х — село. З 1970 — селище міського типу. З 2024 — селище.
- Ольгопіль — місто з 1812 року. З 1923 — село.
- Паволоч — місто з 1589 року. З XIX століття — село.
- Перекоп — місто відоме з доби середньовіччя. Зруйноване у 1920 році в ході Громадянської війни. Після 1920 року — село.
- Петриківка — паланкове місто Протовчанської паланки. Після ліквідації Нової Січі у 1775 році — слобода. З 1920 — х років — селище міського типу. З 2024 — селище.
- Покровськ — місто утворене в 1777 році на місці Нової Січі. Скасоване в 1778 році, міська канцелярія перенесена у Слов'янськ. Після 1778 року — село.
- Посад-Покровськ — позаштатне місто Херсонської губернії у XVIII  столітті. Нині село.
- Саксагань — носила статус міста у 1776—1783 роках, однак справжнім міським поселенням не стала. Після 1783 року — село.
- Сандик — Кая — місто — фортеця держави Феодоро на вершині однойменної гори. Нині село Поляна.
- Сальниця — місто з 1607 року. З 1920-х — село.
- Слов'яносербськ — місто з 1784 року. У 1883 році виведене за штат. З 1920-х — село. З 1960 — селище міського типу. З 2024 — селище.
- Сосниця — місто з 1634 року. З 1924 — селище міського типу. З 2024 — селище.
- Стара Синява — місто з 1543 року. Пізніше — село. З 1956 — селище міського типу. З 2024 — селище.
- Стара Ушиця — місто з 1795 року. З 1923 — село. З 1979 — селище міського типу. З 2024 — селище.
- Старі Кодаки — місто з 1655 року. Зруйноване кримськими татарами у 1720 році. Після — село.
- Старі Санджари — село, у окремих документах згадується як місто в середині XVIII століття.
- Степань — давнє місто з часів Київської Русі. Центр Степанського князівства. Тепер селище.
- Стіна — давнє місто — фортеця. Тепер — село.
- Трахтемирів — місто, колишня козацька столиця. Тепер — село.
- Треполь — давньоруське місто. З XVII століття — село Трипілля.
- Торговиця — місто, вперше згадується у 1331 році. Зруйноване наприкінці XV століття кримськими татарами. Після — село.
- Царичанка — місто у 1775—1797 роках, після — містечко. З 1957 року — селище міського типу. З 2024 — селище.
- Чорторийськ — давньоруське літописне місто. Тепер село Старий Чорторийськ.
- Чучин — давньоруське літописне місто. Зруйноване монголами у 1223 (після битви на Калці) чи 1239—1240 роках. Тепер село Балико — Щучинка.

## Увійшли до складу інших міст
- Балаклава — місто до 1957 року. З 1957 року — житловий масив Севастополя.
- Верхнє — місто з 1938 року. У 1965 році включене в межі міста Лисичанська.
- Салачик —ввійшло до складу міста Бахчисарай.
- Ескі-Юрт —ввійшло до складу міста Бахчисарай.
- Єні-Кале — увійшло до складу міста Керчі.
- Жовтневе — місто з 1961 року. У 1973 році увійшло до складу міста Миколаєва.
- Златопіль — місто з XVI століття. У 1959 році увійшло до складу міста Новомиргород.
- Ігрень — місто з 1959 року. У 1977 році включене в межі міста Дніпропетровська.
- Інгулець — місто з 1965 року. У 2002 році включене в межі міста Кривого Рогу.
- Калінінськ — в 1940 році включене в межі міста Горлівки.
- Комсомольськ — в 1940 році включене в межі міста Горлівки.
- Крюків — місто, вперше згадується у 1646 році. У 1928 році включене в межі міста Кременчука.
- Микитівка — в 1940 році включене в межі міста Горлівки.
- Нижньодніпровськ — місто з 1917 року, остаточно увійшло до складу Дніпропетровська наприкінці 1950 — х років.
- Нові Кодаки — паланкове місто Кодацької паланки, відоме з 1645 року. Після 1793 року — село. З 1938 року — житловий масив Дніпропетровська.
- Новий Донбас — місто з 1938 року. У 1962 році включене в межі міста Сніжного.
- Придніпровськ — увійшло до складу Дніпропетровська в 1977 році
- Пролетарськ — місто з 1938 року. У 1965 році включене в межі міста Лисичанська.
- Садгора — засноване в 1770 році. У 1965 році включене в межі міста Чернівців.
- Терни — місто з 1958 року. У 1969 році включене в межі міста Кривого Рогу.

## Повністю зникли
- Андріїв — давньоруське літописне місто. Час виникнення і зникнення невідомі.
- Бакота — місто з ХІІІ століття. Після придушення повстання 1431 року — село. У 1981 році припинило існування у зв'язку із затопленням водами Дністровського водосховища.
- Балін — історичне половецьке місто. Локалізація не встановлена.
- Березий — давньоруське літописне місто. Відоме з ХІ століття. Зруйноване монголами у 1239 році.
- Білиховичі — історичне місто на місці Херсона.
- Боли Сарай — історичне кримськотатарське та ногайське місто засноване у 1576 році. Дата зникнення невідома.
- Возвягль — давньоруське літописне місто. Вперше згадується у 1170 році. Зруйноване військом тіуна Данила Галицького у 1257 році за непокору.
- Воїнь — давньоруське літописне місто. Зруйноване монголами у 1239 році. Після — село Воїнська Гребля, у 1961 році ліквідоване в зв'язку із затопленням водами Кременчуцького водосховища.
- Всеволож — давньоруське літописне місто на Львівщині. Вперше згадується у 1090 році. Зруйноване монголами у 1241 році.
- Всеволож — давньоруське літописне місто на Чернігівщині. Вперше згадується у 1147 році. Зруйноване монголами у 1239 році.
- В'яхань — давньоруське літописне місто. Відоме з ХІ століття. Зруйноване монголами у 1239 році.
- Галич (давній) — місто, столиця Галицько — Волинського князівства. Після зруйнування монголами, було перенесене на інше місце. Давній Галич знаходився біля села Крилос.
- Гард — паланкове місто Бугогардівської паланки. Зникло після ліквідації Нової Січі у 1775 році.
- Глібль — давньоруське літописне місто. Вперше згадується у 1147 році. Зруйноване монголами у 1239 році.
- Гуричів — давньоруське літописне місто. Відоме з кінця ХІ століття. Зруйноване монголами у 1239 році.
- Данилів — давньоруське літописне місто. Вперше згадується у 1241 році. Зруйноване під час війн між Польщею, Угорщиною та Литвою за галицько — волинську спадщину.
- Домаха — паланкове місто Кальміуської паланки. Зруйноване татарами у 1768 році. У 1778 році на місці Домахи було збудовано місто Павлівськ.
- Заруб — давньоруське літописне місто. Вперше згадується у 1096 році. Зруйноване монголами у 1223 чи 1239—1240 роках.
- Звенигород — літописне давньоруське місто. Імовірна локалізація — городище Віта — Поштова.
- Здвижень — давньоруське літописне місто.
- Іван (Іван — Город) — давньоруське літописне місто.
- Катеринослав на Кільчені (Новомосковськ) — заснований у 1776 році. Згодом перейменований у Новомосковськ. Припинив існування близько 1793 року, в зв'язку із частими повенями. Назва і міське правління були перенесені в слободу Новоселицю.
- Коцюбіїв — місто — фортеця засноване литовсько — руським шляхтичем Коцюбою — Якушинським у 1415 році. Після втрати Великим Князівством Литовським покинуте. Згодом біля руїн Коцюбієва турки заснували фортецю Хаджибей, з якої бере початок Одеса.
- Кснятин — давньоруське літописне місто. Зруйноване монголами у 1239 році.
- Куниль — давньоруське літописне місто. Дати виникнення і зникнення невідомі.
- Мангуп — місто — фортеця. Відоме з ІV століття. У XIV — ХV століттях столиця держави Феодоро. Останні жителі покинули місто у 1792 році.
- Мамай Сарай — резиденція темника Мамая. Залишки міста (Кучугурське городище) були затоплені водами Каховського водосховища з 1955 по 6 червня 2023.
- Мирів — давньоруське літописне місто. Зруйноване монголами у 1241 році. На його місці було засновано Немирів.
- Новогеоргіївськ — місто з 1795 року. У 1961 році скасоване у зв'язку із затопленням водами Кременчуцького водосховища.
- Новосергіївськ — місто — фортеця з 1687 року. Зникло у 1790 році в зв'язку з ліквідацією фортеці.
- Олешшя — давньоруське літописне місто. Востаннє згадується у 1223 році.
- Оргощ — давньоруське літописне місто. Зруйноване монголами у 1239 році.
- Перевізка  — паланкове місто Перевізької або Інгульської паланки. Зникло після ліквідації Нової Січі у 1775 році.
- Пересічень — літописне місто племені уличів. Точна локалізація не встановлена.
- Прип'ять — місто з 1979 року. Евакуйоване у 1986 році через аварію на ЧАЕС. Попри відсутність мешканців має статус населеного пункту і міста.
- Прогноївськ — паланкове місто Прогноївської паланки. Зникло після ліквідації Нової Січі у 1775 році.
- Римів — давньоруське літописне місто. Зруйноване монголами у 1240 році.
- Родень — давньоруське літописне місто. Занепало із введенням християнства. Біля його залишків було засновано Канів.
- Ростовець — давньоруське літописне місто. Зруйноване монголами.
- Самар — паланкове місто Самарської паланки, вперше згадане у 1576 році. Припинило існування в 1776 році в зв'язку зі зведенням Катеринослава. Територія входить до складу Дніпропетровська.
- Сім Мечетей — історичне монгольське та кримськотатарське місто часів Золотої Орди і Кримського ханства. Було покинуте в XVII столітті.
- Сюйрен — середньовічне візантійське місто — фортеця в Криму. Покинуте наприкінці XІV століття.
- Торчеськ — давньоруське літописне місто. Зруйноване монголами у 1240 році.
- Тумащ — давньоруське літописне місто. Вперше згадується у 1150 році. Імовірно зруйноване монголами у 1240 році.
- Фуна — місто — фортеця. Відоме з ХІV століття. У 1475 році зруйноване турками — османами.
- Херсонес — місто відоме з античних часів. Зникло у кінці XV століття.
- Хоробор — давньоруське літописне місто. Вперше згадується у 1153 році. Зруйноване монголами у 1239 році.
- Шарукань — історичне половецьке місто у ХІ — ХІІІ століттях. Зруйноване монголами у 1240 році.
- Червоногород — місто з 1448 року. Зруйноване під час Німецько — радянської війни.
- Чорнобиль — місто. Вперше згадується в 1193 році. Евакуйоване у 1986 році через аварію на ЧАЕС. Попри відсутність мешканців має статус населеного пункту і міста.
- Чуфут — Кале — місто — фортеця у XII—XIX століттях. В другій половині ХІХ століття було покинуте.
- Ярополч — давньоруське літописне місто. Засноване у 970 — х роках. Зруйноване монголами у 1239 році.

### Античні міста на території України (до ІV століття)
- Алектора — давньогрецька колонія на місці сучасного Очакова.
- Алібант — кіммерійське місто на межі ХІІІ — ХІ ст до н.е на території сучасного Миколаєва.
- Аліобрикс — римське місто — фортеця на території сучасної Одеської області.
- Акра — давньогрецьке місто, що входило до Боспорського царства. Затоплене водами Керченської протоки.
- Архаймар (Данпрстадт) — столиця Готського царства у ІІІ — ІV століттях нашої ери. Зруйноване гунами. Можлива локалізація городище Башмачка.
- Ахіллей — давньогрецьке місто, що входило до складу Боспорського царства. Знаходилось на березі Керченської протоки.
- Борисфеніда — давньогрецька колонія, що існувала в VII—V століттях до н. е.
- Гелон — історичне місто племені гелонів. Можлива локалізація Більське городище.
- Давній Херсонес — давньогрецьке місто, що входило до складу держави Херсонес. Описане Страбоном, в часи якого вже лежало в руїнах.
- Зенонів Херсонес — давньогрецьке місто, що входило до складу Боспорського царства.
- Ілурат — давньогрецьке місто, що входило до складу Боспорського царства.
- Казека — давньогрецьке місто, що входило до складу Боспорського царства.
- Калос — Лімен — давньогрецьке місто, що входило до складу держави Херсонес.
- Керкінітида — давньогрецьке місто на території сучасного міста Євпаторія. Входило до складу держави Херсонес.
- Кімерик — давньогрецьке місто, що входило до Боспорського царства.
- Кітей — давньогрецьке місто, що входило до складу Боспорського царства.
- Метрополь — столиця Великої Скіфії часів царя Атея. Можлива локалізація Кам'янське городище.
- Мірмекій — давньогрецьке місто у Криму, що входило до складу Боспорського царства.
- Неаполь Скіфський — столиця Малої Скіфії у ІІІ столітті до нашої ери — ІІІ столітті нашої ери. Зруйноване готами.
- Ніконій — давньогрецька колонія на березі Дністровського лиману.
- Німфей — давньогрецьке місто у Криму, входило до Боспорського царства.
- Ольвія — давньогрецька колонія у VI столітті до н. е.- IV столітті н. е. Місто — держава. Знищене гунами на початку ІV століття нашої ери.
- Палакій — скіфське місто — фортеця. Можлива локалізація Усть — Альминське городище.
- Пантікапей — столиця Боспорського царства. Існувало на місці сучасного міста Керч.
- Партеніон — давньогрецьке місто у Криму, що входило до складу Боспорського царства.
- Порфмій — давньогрецьке місто у Криму, що входило до складу Боспорського царства.
- Тіра — давньогрецька колонія на місці сучасного міста Білгород — Дністровський.
- Тірітака — давньогрецьке місто, що входило до складу Боспорського царства.
- Феодосія — давньогрецька колонія на місці сучасного міста Феодосія.
- Хабеї (Хабон) — скіфське місто у Криму, локалізація не встановлена.

## Населені пункти, які спочатку втратили статус міста, але потім його відновили
- Батурин — місто з 1625 року. З 1923 — село. З 1960 — селище міського типу. Знову місто з 2008 року.
- Вишгород — давньоруське літописне місто. Зруйноване монголами у 1240 році, після — селище. Знову місто з 1968 року.
- Олика — місто з 1539 року. З 1939 — селище міського типу. З 2024 — селище. Знову місто з 2025 року.
- Приморськ — місто Ногайськ з 1821 року. З 1938 — селище міського типу. Знову місто з 1967 року.
- Чигирин — місто з 1795 року. Після революції втратив статус міста. З 1938 — селище міського типу. Знову місто з 1958 року.